# Gastronomia de la Costera
La cuina de la Costera tracta sobre el menjar i les begudes típics de la gastronomia d'aquesta comarca. La Costera és una comarca d'interior que es conforma d'una vall allargada que estén des de la plana de la Ribera Alta fins a l'altiplà d'Almansa. Conjuga elements de cuina costanera com la paella i l'arnadí de la Ribera amb la d'interior, com l'arròs al forn - Xàtiva és seu del concurs nacional d'aquest plat -, el putxero o la gatxamiga manxega. Comparteix amb les altres comarques centrals una certa preponderància de dolços d'origen àrab, com ara l'almoixàvena. A continuació es detalla els elements més destacables de la gastronomia d'aquesta comarca.

## Dolços
L'arnadí, típic igualment a la Ribera, és un dolç a base de polpa de carabassa o moniato amb ametlla molta i sucre que es prepara al forn. Les taronges de Xàtiva són fetes a base de formatge sense sal, ou, farina i llevat. Un altre dolç, l'almoixàvena, es prepara en canvi a base de farina escaldada, mantega, ous, sucre, oli d'oliva i canyella. De pastissos es pot parlar del bescuit anomenat "El Marquès", el pastís de Nevasa amb ous, sucre i cafè, els pastissets farcits de moniato i els ‘'sequillos. El Torró de gat és un tipus de torró típic de Xàtiva que es menja junt amb pa de catalinetes durant la festivitat local de les Catalinetes. Xàtiva i Llanera de Ranes són els llocs més destacats per a la rebosteria.

## La coca
La recepta més típica per a la coca a la Costera és la de la coca de llanda.

## Putxero
El putxero de la Costera es prepara amb carn de gallina, corder, vedella i diverses verdures.

## Altres plats típics
- Gatxamiga a la Font de la Figuera
- Arròs al forn amb fesols i naps
- Arròs caldòs amb cigrons i bledes.
- Paella

## Begudes típiques
- Burret. És una beguda alcohòlica popular a tota la comarca i més enllà, feta a base de coca-cola i cafè-licor.

## Ingredients bàsics
- Hortalisses i llegums de tota classe: tomàquet, albergínia, pebrera, carxofa, fava, bajoca, cigró, fesols, bleda, nap, col.
- Taronja i raïm
- Ametlla, carabassa i moniato
- Corder, gallina, vedella
- botifarra de ceba, llonganissa blanca

## Fires gastronòmiques
La Fira d'Agost de Xàtiva, del 15 al 20 d'agost, destaca una àmplia oferta gastronòmica. A l'abril, Xàtiva celebra el Concurs Nacional d'Arròs al Forn, en el qual hi ha dues categories: popular i professional.